# Esone
Gli esoni costituiscono, insieme agli introni, la porzione di un gene (eucariotico o di archeobatteri) che viene trascritta dalle RNA polimerasi durante il processo di trascrizione.
Gli esoni, in seguito al processo di splicing del trascritto primario, detto hnRNA, si ritrovano negli mRNA maturi; talvolta il trascritto primario può subire un processo di splicing alternativo in seguito al quale, negli mRNA maturi, si possono ritrovare anche gli introni o parti di essi.
Spesso, erroneamente, viene affermato che gli esoni costituiscono la parte codificante del genoma; questo è vero solo in parte: se, infatti, è vero che tutta la sequenza che codifica una proteina deve risiedere su uno o più esoni, non è invece sempre vero che un esone sia codificante: esoni non codificanti sono stati individuati in molti geni umani.  Nel DNA degli Eucarioti un gene è composto da un certo numero di esoni e di introni; questi ultimi possono essere di dimensioni molto varie anche dell'ordine di centinaia di migliaia di basi. Molte fasi dei meccanismi di rimozione degli esoni durante la maturazione dell'mRNA sono ancora sconosciute mentre alcuni passaggi cominciano ad essere noti: ad esempio generalmente gli esoni sono delimitati da due coppie di nucleotidi, un GT e un AG, ma questo da solo non è sufficiente a definire l'esone. Si tratta comunque di un processo estremamente preciso, che deve identificare un piccolo esone di qualche decina o centinaia di basi in mezzo a una regione cromosomica che può essere di centinaia di migliaia di basi e inoltre se questi meccanismi vengono meno, come succede ad esempio quando le sequenze GT e AG vanno incontro a mutazione, gli esoni non vengono riconosciuti in maniera appropriata e ne deriva la produzione di un RNA anomalo, che non è in grado di produrre la proteina normale: è quanto succede in numerosi pazienti affetti da malattie genetiche.
L'mRNA maturo, negli Eucarioti, è di solito costituito oltre che dalla parte codificante (Coding DNA sequence o CDS), anche da due regioni non tradotte (UTR) poste una al 5' e l'altra al 3' del trascritto. Questo comporta quindi l'esistenza di esoni completamente o parzialmente non codificanti, ossia quelli che andranno a costituire le UTR del trascritto maturo.

## Storia
Il termine "esone" (in inglese "exon" da "expressed region") fu coniato dal biochimico americano Walter Gilbert nel 1978: "la definizione di cistrone dovrebbe essere sostituita da questa unità di trascrizione che contiene regioni che andranno perse nel messaggero maturo – che suggerisco di chiamare introni (in inglese "introns"  da "intragenic regions") – alternate con regioni espresse definite esoni."
Questa definizione fu originariamente coniata per i trascritti codificanti proteine che subiscono splicing prima di essere tradotti. Successivamente il termine incluse sequenze rimosse dagli rRNA, i tRNA e più tardi è stato utilizzato anche per le molecole di RNA che originano da differenti parti del genoma che sono legate da trans-splicing.

## Funzione
L'immagine a destra rappresenta un RNA nucleare eterogeneo (hnRNA), il quale è un trascritto di mRNA non ancora sottoposto ad RNA editing o pre-mRNA. Gli esoni possono includere sia sequenze che codificano per amminoacidi (in rosso) sia sequenze non tradotte (in grigio). Gli esoni e in alcuni casi anche gli introni o parti di essi vengono uniti insieme per formare un mRNA finale funzionale; difatti bisogna specificare che l'mRNA maturo non è sempre costituito esclusivamente da tratti esonici, ma può presentare talvolta porzioni introniche. L'annotazione 5' e 3' si riferisce alla direzione dello stampo di DNA nel cromosoma ed è utilizzato per distinguere le due regioni non tradotte (UTR).
Alcuni degli esoni formeranno in parte o interamente la regione non tradotta al 5' (5'UTR) o la regione non tradotta al 3' (3'UTR) di ogni trascritto. Le regioni UTR sono importanti per l'efficienza di traduzione del trascritto e per il controllo del tasso di traduzione e dell'emivita del trascritto.
I trascritti provenienti dallo stesso gene potrebbero non avere la stessa struttura esonica, dal momento che, mediante il processo di splicing alternativo,possono essere rimosse porzioni dell'mRNA. Alcuni dei trascritti di mRNA hanno esoni senza ORF, quindi sono talvolta considerati RNA non codificanti.
L'esonizzazione è la creazione di un nuovo esone, come risultato di mutazioni nelle sequenze introniche.
Messaggeri policistronici hanno open reading frame (ORF) multipli in uno stesso trascritto e piccole regioni di sequenze non tradotte tra ogni ORF.

## Tipologie
Oltre alla già accennata divisione in esoni codificanti e non codificanti, gli esoni possono quindi essere divisi in costitutivi e alternativi.
Gli esoni costitutivi di un gene sono presenti in tutti gli mRNA prodotti da quel gene, invece gli esoni alternativi si ritrovano solo in un sottoinsieme dei trascritti derivanti dal gene. Le proteine derivanti dalla traduzione di trascritti alternativi dello stesso gene, sono dette isoforme.

## Il rimescolamento degli esoni
Gli esoni sono coinvolti in un processo di rimescolamento, meccanismo che permette la creazione di nuovi geni. Le evidenze
che supportano l'esistenza di questo fenomeno sono le seguenti:
- all'interno delle proteine codificate dai geni, sembra che ciascun esone codifichi per un'unità indipendente della proteina (dominio);
- molti geni e le rispettive proteine composte da unità ripetute (come le immunoglobuline) si sono in parte evoluti tramite la duplicazione e la divergenza degli esoni: la presenza di introni tra ciascun esone renderebbe la duplicazione più probabile;
- esoni simili si trovano a volte in geni non correlati e questo potrebbe indicare che alcuni esoni sono stati probabilmente riutilizzati in geni codificanti proteine differenti (per esempio il gene per il recettore delle LDL contiene alcuni esoni che sono evolutivamente correlati con gli esoni che si trovano nel gene che codifica per il precursore del fattore di crescita epidermico e con quelli del gene del complemento C9).

La maggiore lunghezza degli introni rispetto a quella degli esoni assicura il più facile verificarsi di eventi di ricombinazione all'interno degli introni, piuttosto che livello degli esoni. Quindi è più probabile che gli esoni vengano rimescolati piuttosto che interrotti.

## Dati statistici relativi ai geni umani

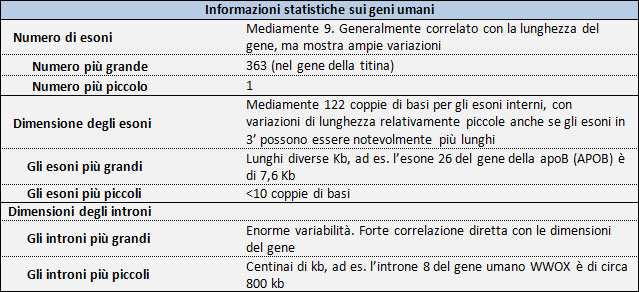
Dati statistici per gli esoni dei geni umani

Il numero degli esoni nei geni umani è mediamente pari a 9 per ogni gene (per un totale di circa 180.000 esoni nell'intero genoma) ed è generalmente correlato alla lunghezza del gene. Talvolta però ci sono delle variazioni, come nel caso del gene per la titina, che è caratterizzato da un numero di esoni molto elevato (363). Le dimensioni degli esoni interni sono poco variabili di norma e mediamente pari a 122 coppie di basi. Al contrario gli esoni al 3' dei geni possono essere notevolmente più lunghi. Inoltre, mentre per quanto riguarda le dimensioni degli esoni possiamo affermare questa ridotta variabilità di dimensioni, non si può dire lo stesso riguardo alle dimensioni degli introni, che al contrario possono essere molto variabili.
| Prodotto genico           | Dimensioni del gene (kb) | Numero di esoni | Dimensioni medie degli esoni (coppie di basi) | Dimensioni medie degli introni (coppie di basi) |
| ------------------------- | ------------------------ | --------------- | --------------------------------------------- | ----------------------------------------------- |
| tRNA(tirosina)            | 0,1                      | 2               | 50                                            | 20                                              |
| Insulina                  | 1,4                      | 3               | 155                                           | 480                                             |
| β-globina                 | 1,6                      | 3               | 150                                           | 490                                             |
| HLA di classe I           | 3,5                      | 8               | 187                                           | 260                                             |
| Albumina serica           | 18                       | 14              | 137                                           | 1100                                            |
| Collagene di tipo VII     | 31                       | 118             | 77                                            | 190                                             |
| C3 del complemento        | 41                       | 29              | 122                                           | 900                                             |
| Fenil Alanina idrossilasi | 90                       | 26              | 96                                            | 3500                                            |
| Fattore VIII              | 186                      | 26              | 375                                           | 7100                                            |
| CFTR (fibrosi cistica)    | 250                      | 27              | 227                                           | 9100                                            |
| Titina                    | 283                      | 363             | 315                                           | 466                                             |
| Distrofina                | 2400                     | 79              | 180                                           | 30770                                           |